# مايك شينودا
مايكل «مايك» كينجي شينودا (مواليد 11 فبراير، 1977؛ اسم إنجليزية: Mike Shinoda) هو مغن ومنتج موسيقي من لوس آنجلس، كاليفورنيا، الولايات المتحدة عرف من خلال عملة الفني مع فرقة لينكين بارك ويعمل أيضا في المشروع المعروف بفورت مينور.

## تاريخ
شينودا هو ابن لاب أمريكي ياباني، لسلي شينودا، وأم روسية مجرية، كيم. عنده أخ صغيري، جايسون. عاد مره أخرى إلى لينكن بارك

## من أعماله
- ذا ريد: ريدمبشن